# Андрушковице
Андрушковице (пољ. Andruszkowice) је село у Пољској које се налази у војводству Светокришком у повјату Сандомјешком у општини Самбожец.
Од 1975. до 1998. године ово насеље се налазило у Тарнобжеском војводству.